# Органическая химия
Органи́ческая хи́мия — раздел химии, изучающий структуру, свойства и методы синтеза соединений углерода с другими химическими элементами, относящихся к органическим соединениям. Первоначальное значение термина органическая химия подразумевало изучение только соединений углерода растительного и животного происхождения. По этой причине ряд углеродсодержащих соединений традиционно не относят к органическим (например, монооксид углерода, диоксид углерода, циановодород, сероуглерод, карбонилы металлов), а рассматривают как неорганические соединения. Условно можно считать, что структурным прототипом органических соединений являются углеводороды.
Наибольшее количество соединений углерод образует с так называемыми элементами-органогенами: H, N, O, S, P. Способность углерода соединяться с большинством элементов и образовывать молекулы различного состава и строения обусловливает многообразие органических соединений. Органические соединения (например, нуклеотиды, природные аминокислоты, углеводы) играют ключевую роль в существовании живых организмов.
Предмет органической химии включает следующие цели, экспериментальные методы и теоретические представления:
- Выделение индивидуальных веществ из растительного, животного или ископаемого сырья
- Синтез и очистка соединений
- Определение структуры веществ
- Изучение механизмов химических реакций
- Выявление зависимостей между структурой органических веществ и их свойствами

## Количество известных органических соединений
24 мая 1999 года число известных химических соединений превышало 25 млн, из них 12 млн были органическими, ко 2 мая 2014 года общее число известных неорганических и органических соединений превысило 87 млн. На 8 апреля 2018 года в реестре Химической реферативной службы США (CAS) зарегистрирован 141 млн химических веществ.

## История
Способы получения различных органических веществ были известны ещё в древности. Египтяне и римляне использовали красители индиго и ализарин, содержащиеся в растительных веществах. Многие народы знали секреты производства спиртных напитков и уксуса из сахара и крахмалсодержащего сырья.
Во времена Средневековья к этим знаниям ничего не прибавилось, некоторый прогресс начался только в XVI—XVII веках: были получены некоторые вещества, в основном путём перегонки определённых растительных продуктов. Большое экономическое значение имело обнаружение Андреасом Маргграфом сахара в свёкле:6 (в дополнение к известному в то время его источнику — сахарному тростнику), о чём он сообщил в статье «Химические попытки извлекать настоящий сахар из растений нашей страны» в 1747 году. В 1769—1785 годах Шееле выделил несколько органических кислот, среди них яблочная, винная, лимонная, галловая, молочная и щавелевая. В 1773 году Руэль выделил из человеческой мочи мочевину.
Выделенные из животного или растительного сырья продукты имели между собой много общего, но отличались от неорганических соединений. При этом полагали, что эти вещества могут быть получены только в живых организмах благодаря «жизненной силе». Так, в 1753 году известный шведский естествоиспытатель Юхан Валлериус в предисловии к сборнику работ другого видного шведского учёного, Урабана Йерне, утверждал: «…ни животные, ни растительные тела, ни их части не могут быть воспроизведены поэтому химическим искусством»:7. В первом томе своей книги «Лекции по животной химии» («Föreläsningar i Djurkemien»), вышедшем в 1806 году,  Якоб Берцелиус впервые вводит понятие «органическая химия» (швед. organisk Kemi), определяя её как «часть физиологии, которая описывает состав живых тел вместе с химическими процессами, происходящими в них».
Представление о «жизненной силе» было поколеблено синтезом образующихся в живых организмах веществ из неорганических, проведённым в первой половине XIX века:15-16, так, в 1824 году Фридрих Вёлер  впервые получил  органическое вещество — щавелевую кислоту, а в 1824 году он провел синтез ещё одного органического соединения  мочевины в результате упаривания водного раствора цианата аммония (NH4OCN).
Важными этапами развития теоретической органической химии стали теория валентности, разработанная Арчибальдом Купером и Фридрихом Кекуле в 1857 году, а также теории химического строения, предложенная в 1861 году Александром Бутлеровым. В основу этих теорий были положены четырёхвалентность углерода и его способность к образованию цепей. В первом томе своего труда по органической химии, вышедшем в 1859 году, Кекуле впервые вводит близкое к современному определение понятия «органическая химия» — это «химия соединений углерода», что отражено уже в самом названии этого труда, которое переводится как «Учебник органической химии, или химии углеродистых соединений». В 1850-х годах профессор Московского университета Николай Лясковский выразил мнение, что «органическая химия не есть химия веществ, встречаемых в организмах, а химия соединений углерода», которое впоследствии сделалось господствующим в науке воззрением. В 1865 году Кекуле предложил структурную формулу бензола, что стало одним из важнейших открытий в органической химии. В 1875 году Вант-Гофф и Ле Бель предложили тетраэдрическую модель атома углерода, по которой связи атомов углерода направлены к вершинам тетраэдра, если атом углерода поместить в центр этого тетраэдра. В 1917 году Льюис предложил рассматривать химическую связь с помощью электронных пар.
В 1931 году Хюккель применил квантовую теорию для объяснения свойств альтернативных ароматических углеродов, чем основал новое направление в органической химии — квантовую химию. В 1933 году Ингольд провёл изучение кинетики реакции замещения у насыщенного атома углерода, что привело к масштабному изучению кинетики большинства типов органических реакций.
На заре органической химии предметом изучения были преимущественно субстанции биологического происхождения, которым органическая химия обязана своим названием. Научно-технический прогресс не стоял на месте, и в конце XIX века основной материальной базой органической химии стала каменноугольная смола, выделяемая при получении кокса прокаливанием каменного угля. Именно на основе переработки каменноугольной смолы  возник основной органический синтез и связанная с ним химическая технология. В 50—60 годах XX века произошёл переход основного органического синтеза на новую материальную базу — нефть. Таким образом, появилась новая область химии — нефтехимия, которая вызвала бум в органической химии и определила интенсивное развитие новой области – химии полимеров.

## Классификация органических соединений

### Правила и особенности классификации
В основе классификации лежит структура органических соединений. Основа описания структуры — структурная формула. Атомы элементов обозначаются латинскими символами, как они обозначены в периодической таблице химических элементов (таблице Менделеева). Водородные и электронодефицитные связи обозначаются пунктирной линией, ионные связи обозначаются указанием зарядов частиц, входящих в состав молекулы. Поскольку в подавляющее большинство органических молекул входит водород, его обычно не обозначают при изображении структуры. Таким образом, если в структуре у одного из атомов изображена недостаточная валентность, значит, возле этого атома расположен один или несколько атомов водорода.
Атомы могут образовывать циклические и ароматические системы.

### Основные классы органических соединений
- Углеводороды — химические соединения, состоящие только из атомов углерода и водорода. В зависимости от наличия или отсутствия в структуре замкнутых углеродных цепей углеводороды подразделяют на карбоциклические и ациклические. В зависимости от кратности углерод–углеродных связей углеводороды подразделяют на предельные (алка́ны или насыщенные), не содержащие кратные связи в своей структуре, и непредельные или ненасыщенные — имеют в своём составе хотя бы одну двойную и/или тройную связь (олефины – алкены и диены, а также  алкины). В свою очередь циклические углеводороды разделяют на алициклические (алифатические, содержащие циклические фрагменты) и  ароматические углеводороды (содержащие ароматический фрагмент).

| Ациклические (с открытой цепью) | Ациклические (с открытой цепью) | Ациклические (с открытой цепью) | Ациклические (с открытой цепью) | Карбоциклические (с замкнутой цепью) | Карбоциклические (с замкнутой цепью)                |
| предельные                      | непредельные                    | непредельные                    | непредельные                    | алициклические                       | ароматические                                       |
| ------------------------------- | ------------------------------- | ------------------------------- | ------------------------------- | ------------------------------------ | --------------------------------------------------- |
| только одинарные связи          | с двойной связью                | с тройной связью                | с двумя двойными связями        | только алифатические фрагменты       | с ароматическим фрагментом                          |
| ряд метана (алканы)             | ряд этилена (алкены)            | ряд ацетилена (алкины)          | ряд диеновых углеводородов      | ряды циклоалканов и циклоалкенов     | ряд бензола (ароматические углеводороды, или арены) |

- Соединения с гетероатомами в функциональных группах — соединения, в которых углеводородный радикал R связан с функциональной группой. По характеру функциональных групп делятся на:
  - Галогенсодержащие.
  - Спирты, фенолы. Спирты́ (устар. алкого́ли, англ. alcohols; от лат. spiritus — дух) — органические соединения, содержащие одну или более гидроксильных групп (гидроксил, −OH), непосредственно связанных с насыщенным (находящемся в состоянии sp³ гибридизации) атомом углерода[14]. Спирты можно рассматривать как производные воды (H−O−H), в которых один атом водорода замещён на органическую функциональную группу: R−O−H. В номенклатуре IUPAC для соединений, в которых гидроксильная группа связана с ненасыщенным (находящемся в состоянии sp2 гибридизации атомом углерода, рекомендуются названия «енолы» (гидроксил связан с винильной C=C связью)[15] и «фенолы» (гидроксил связан с бензольным или другим ароматическим циклом)[16].
  - Соединения, содержащие карбоксильную группу (карбоновые кислоты, сложные эфиры):
    - Сложные эфиры (эстеры) — производные оксокислот (как карбоновых так и минеральных) RkE(=O)l(OH)m, (l ≠ 0), формально являющиеся продуктами замещения атомов водорода гидроксилов —OH кислотной функции на углеводородный радикал (алифатический, ароматический или гетероароматический); также могут рассматриваться как ацилпроизводные спиртов. В номенклатуре IUPAC к сложным эфирам относят также ацилпроизводные халькогенидных аналогов спиртов (тиолов, селенолов и теллуролов)[17].

  - Соединения, содержащие карбонильную группу
    - Альдегиды (от лат. alcohol dehydrogenatum — спирт, лишённый водорода) — класс органических соединений, содержащих альдегидную группу (–СН=О), связанную с углеводородным радикалом. Общая формула альдегидов: R–СН=О
    - Кетоны — это органические вещества, в молекулах которых карбонильная группа (С=О) связана с двумя углеводородными радикалами. Общая формула кетонов: R1–CO–R2. Наличие в кетонах именно двух атомов углерода, непосредственно связанных с карбонильной группой, отличает их от карбоновых кислот и их производных, а также альдегидов.
    - Хиноны — полностью сопряжённые циклогексадиеноны и их аннулированные аналоги. Существуют два класса хинонов: пара-хиноны с пара-расположением карбонильных групп (1,4-хиноны) и орто-хиноны с орто-расположением карбонильных групп (1,2-хиноны).

  - Серосодержащие соединения
  - Азотсодержащие соединения
  - Металлоорганические соединения
- Гетероциклические — содержат гетероатомы в составе кольца. Различаются по числу атомов в цикле, по виду гетероатома, по количеству гетероатомов в цикле.Доска для плавания изготовлена из полистирола — одного из полимеров.
- Полимеры — вещества, которые состоят из периодически повторяющихся фрагментов — мономерных звеньев, зачастую имеют большую молекулярную массу.

## Строение органических молекул
Органические молекулы, в основном, образованы ковалентными неполярными связями C—C, или ковалентными полярными типа C—O, C—N, C—Hal. Согласно октетной теории Льюиса и Косселя молекула является устойчивой, если внешние орбитали всех атомов полностью заполнены. Для таких элементов как C, N, O, галогены необходимо 8 электронов, чтобы заполнить внешние валентные орбитали, для водорода необходимо только 2 электрона. Полярность объясняется смещением электронной плотности в сторону более электроотрицательного атома.
Классическая теория валентных связей не в состоянии объяснить все типы связей, существующие в органических соединениях, поэтому современная теория использует методы молекулярных орбиталей и квантово-химические методы.

## Строение органического вещества
Свойства органических веществ определяются не только строением их молекул, но и числом и характером их взаимодействий с соседними молекулами, а также взаимным пространственным расположением. Наиболее ярко эти факторы проявляются в различии свойств веществ, находящихся в разных агрегатных состояниях. Так, вещества, легко взаимодействующие в виде газа, могут совершенно не реагировать в твёрдом состоянии, или их реакция может приводить к другим продуктам.
В твёрдых органических веществах, в которых наиболее ярко проявляются эти факторы, различают органические кристаллы и аморфные тела. Их описанием занимается наука «химия органического твёрдого тела», основание которой связывают с именем советского физика-кристаллографа А. И. Китайгородского. Примеры полезных органических твёрдых тел — органические люминофоры, разнообразные полимеры, сенсоры, катализаторы, электропроводки, магниты и другие.

## Особенности органических реакций
В неорганических реакциях обычно участвуют ионы, они проходят быстро и до конца при комнатной температуре. В органических реакциях часто происходят разрывы ковалентных связей с образованием новых. Как правило, эти процессы требуют особых условий: определённой температуры, времени реакции и часто наличия катализатора. Обычно протекает не одна, а сразу несколько реакций, поэтому выход целевого вещества зачастую не превышает 50 %. Поэтому, зачастую, при изображении органических реакций используют не уравнения, а схемы без расчёта стехиометрии.
Реакции могут протекать очень сложным образом и в несколько стадий. В качестве промежуточных соединений могут возникать карбкатионы R+, карбанионы R−, радикалы R·, карбены :CX2, катион-радикалы, анион-радикалы и другие активные или нестабильные короткоживущие частицы. Подробное описание всех превращений, происходящих на молекулярном уровне во время реакции, называется механизмом реакции.
Реакции классифицируются в зависимости от способов разрыва и образования связей и  их молекулярности.

## Определение состава и строения органических соединений
Важнейшей задачей органической химии является установление состава и  строения (порядка связывания атомов между собой и их расположения в пространстве) органических соединений.
Существует несколько методов решения этих задач:
- Элементный анализ. Заключается в том, что вещество разлагается на более простые молекулы, по количеству которых можно определить количество атомов, входящее в состав соединения. Используют для установления элементного состава соединений.
- Инфракрасная спектроскопия и спектроскопия комбинационного рассеяния (ИК-спектроскопия и КР-спектроскопия). Вещество взаимодействует с электромагнитным излучением (светом) инфракрасного диапазона (в ИК-спектроскопии наблюдают поглощение, в КР-спектроскопии — рассеяние излучения). Это излучение при поглощении возбуждает колебательные и вращательные электронные уровни молекул. Опорными данными являются число, частота и интенсивность колебаний молекулы, связанные с изменением дипольного момента (ИК-спектроскопия) или поляризуемости (КР-спектроскопия). Методы позволяют установить наличие определённых функциональных групп в молекуле. Часто используются для того чтобы подтвердить идентичность исследуемого вещества, путем сравнения спектра исследуемого вещества со спектром уже известного вещества.
- Масс-спектроскопия. Вещество при определённых условиях (электронный удар, химическая ионизация и др.) превращают в ионы без потери атомов (молекулярные ионы) и с их потерей (осколочные). Позволяет определить молекулярную массу молекул и иногда позволяет установить наличие различных функциональных групп.
- Метод ядерного магнитного резонанса (ЯМР). Основан на взаимодействии ядер, обладающих собственным магнитным моментом (спином) и помещённых во внешнее постоянное магнитное поле, с электромагнитным излучением радиочастотного диапазона. Один из главных методов, который может быть использован для определения химической структуры. Метод используют также для изучения пространственного строения молекул, динамики молекул, механизмов реакций. В зависимости от ядер, взаимодействующих с излучением, различают, например:
  - Метод протонного магнитного резонанса (ПМР).
  - Метод ЯМР 19F.
  - Метод ЯМР 31P.
  - Метод ЯМР 13С.

Использование комбинации этих методов ЯМР позволяет комплексно решать задачу установления структуры органических соединений
- Рентгеноструктурный анализ. Один из основых методов установления структуры кристаллических соединений на основе дифракции рентгеновских лучей на трёхмерной кристаллической решётке.
- Метод ультрафиолетовой спектроскопии (УФ-спектроскопия) или Спектроскопия электронных переходов. Метод основан на поглощении электромагнитного излучения ультрафиолетовой и видимой области спектра при переходе электронов в молекуле с верхних заполненных уровней на вакантные уровни (возбуждение молекулы). Чаще всего используется для определения соединений, содержащих непредельные или ароматические фрагменты.
- Методы аналитической химии. Позволяют определить наличие некоторых функциональных групп по специфическим качественым реакциям.